# Chantelouve
Chantelouve ist eine Ortschaft und eine Commune déléguée in der französischen Gemeinde Chantepérier mit 68 Einwohnern (Stand: 1. Januar 2022) im Département Isère in der Region Auvergne-Rhône-Alpes (vor 2016 Rhône-Alpes). Die Einwohner werden Chantelouviers genannt.
Die Gemeinde Chantelouve wurde am 1. Januar 2019 mit Le Périer zur Commune nouvelle Chantepérier zusammengeschlossen. Die Gemeinde gehörte zum Arrondissement Grenoble und zum Kanton Matheysine-Trièves.

## Geographie
Chantelouve liegt teilweise im Nationalpark Écrins am Nordwestrand des Écrins-Massivs und am Westrand des Oisans-Massivs der Dauphiné-Alpen, etwa 38 Kilometer südsüdöstlich von Grenoble an der Bonne. Umgeben wurde die Gemeinde Chantelouve von den Nachbargemeinden Ornon im Norden, Villard-Reymond im Nordosten, Villard-Notre-Dame und Le Bourg-d’Oisans im Osten und Nordosten, Le Périer im Süden sowie Lavaldens im Westen.

## Bevölkerungsentwicklung
| Jahr                       | 1962 | 1968 | 1975 | 1982 | 1990 | 1999 | 2006 | 2013 |
| -------------------------- | ---- | ---- | ---- | ---- | ---- | ---- | ---- | ---- |
| Einwohner                  | 141  | 127  | 82   | 60   | 72   | 73   | 73   | 80   |
| Quellen: Cassini und INSEE |      |      |      |      |      |      |      |      |

## Sehenswürdigkeiten

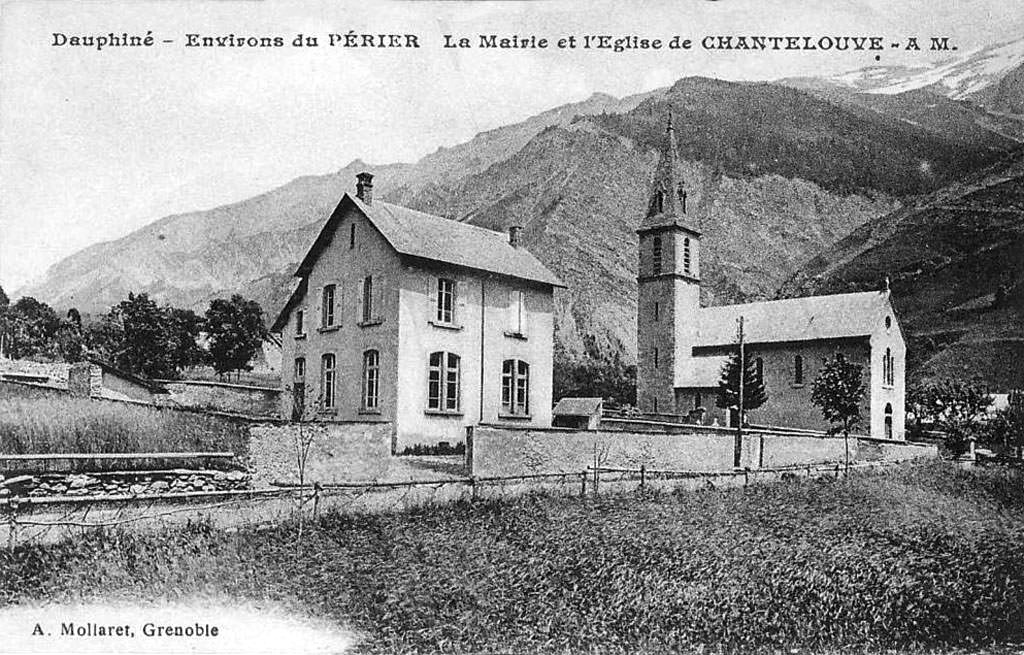
Kirche und ehemalige Mairie auf einer alten Postkarte

- Kirche Saint-Irénée
- Kapelle Saint-Sauveur